# Pelhřimov (stacja kolejowa)
Pelhřimov – stacja kolejowa w miejscowości Pelhřimov, w kraju Wysoczyna, w Czechach. Znajduje się na linii 224 Tábor – Horní Cerekev, na wysokości 510 m n.p.m..  

## Linie kolejowe
- 224: Tábor – Horní Cerekev